# 時鐘座ζ
時鐘座ζ，又名CP-55 446，HD 16920、SAO 232857、HR 802，是時鐘座的一颗恒星，视星等为5.21，位于銀經274.43，銀緯-56.11，其B1900.0坐标为赤經2h 37m 32.9s，赤緯-54° -56.11′ 41″。